# Tatsumichi Oki
Tatsumichi Oki (大木立道 Ōki Tatsumichi) is een personage uit de film Battle Royale. Hij werd gespeeld door acteur Gouki Nishimura.

## Voor Battle Royale
Tatsumichi was een leerling van de fictieve Shiroiwa Junior High School. Hij was altijd erg vrolijk en beleefd. Hij speelde op school handbal.

## Battle Royale
Hij kreeg een handbijl als wapen en valt de eerste vroege morgen Shuya Nanahara en Noriko Nakagawa aan. Shuya weet het te ontwijken en valt hem aan. Ze rollen van een berg en in die tussentijd valt zijn bijl in zijn gezicht. Hij sterft hierdoor en is de vijftiende die sterft.